# Les 3 Chardons
 (avril 2021).
Les 3 Chardons est une compagnie de théâtre pour enfants de 2 à 8 ans fondée en 1973 par Jean-Pierre Idatte.

## Activité
Elle organise chaque année plusieurs tournées simultanées du même spectacle, essentiellement dans les établissements scolaires, à travers la France entière, y compris dans les DOM-TOM, et à l'étranger francophone.
Ainsi, en plus de quarante années d'activité, la compagnie a présenté ses spectacles à près de trente millions d'enfants lors de plus de trois cent mille représentations.
La compagnie des 3 Chardons dispose actuellement d'un répertoire de vingt spectacles, tous créés par Jean-Pierre Idatte, et qui continuent à être présentés dans les écoles et dans les trois théâtres La Cachette, aménagés par la compagnie, à Paris, Nancy et Nantes.
Chaque spectacle de la compagnie donne lieu à la réalisation d'un livre-CD, édité et commercialisé par Les 3 Chardons.

## Les vingt titres de la compagnie 3 Chardons
- Pitou l'enfant roi
- L'Arbre roux
- Monsieur le vent
- Petit-Sapin quatre saisons
- Le Petit Bois
- Le Bel Oiseau
- Petite Indienne
- Antoine et les étoiles
- Tchico
- Galou le berger
- Leïla et la baleine
- Lucine et Malo
- Boubam et le tam-tam
- Anga fils du feu
- Bluette et Ronchon
- Patapoum et Célestine
- Mirabelle et ses amis
- Éloi et le chamois
- Paillasse l'épouvantail
- Gigote et le dragon